# Privé-domein

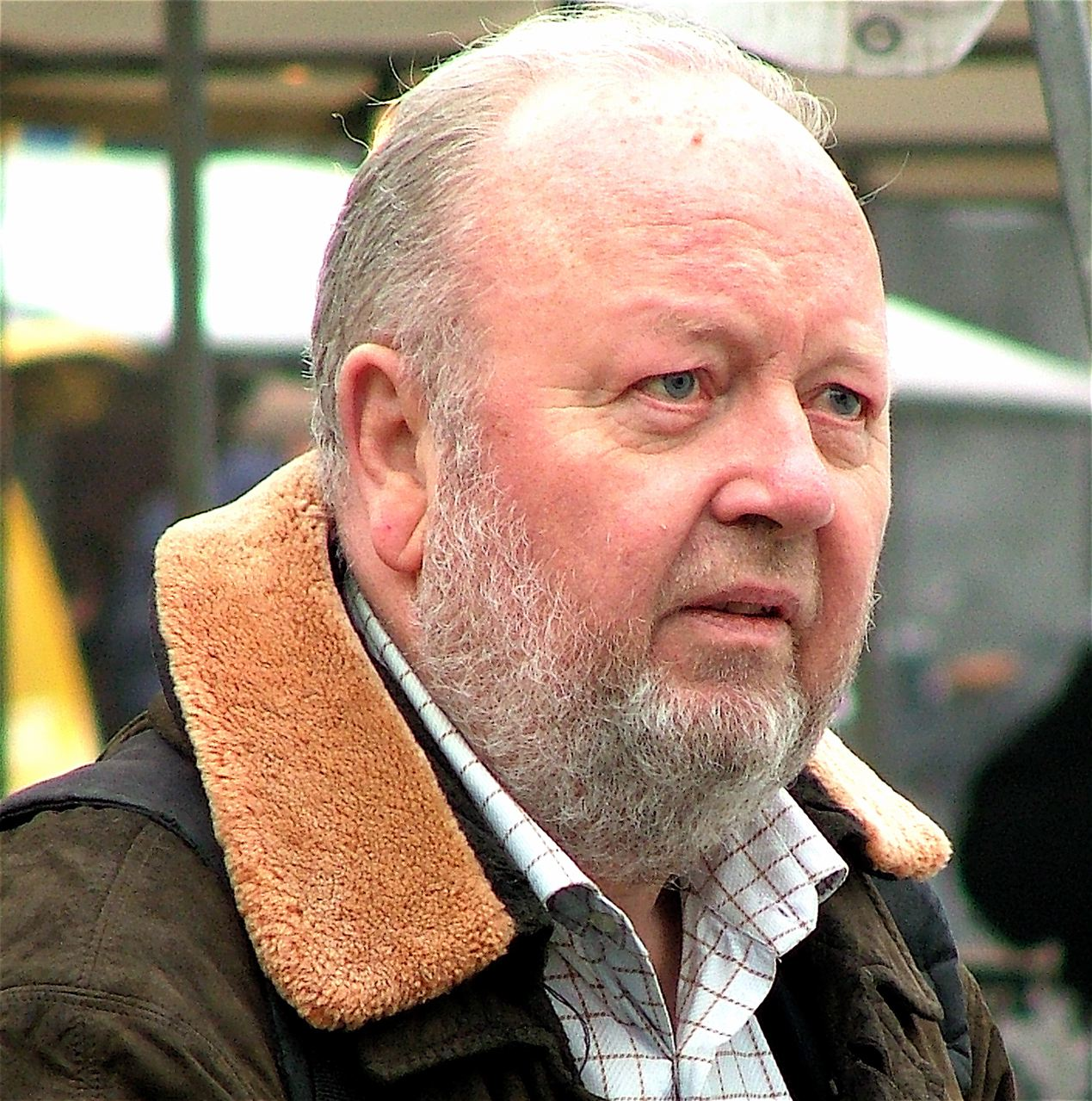
Martin Ros, samensteller van de reeks

Privé-domein (ook wel met twee hoofdletters geschreven: Privé-Domein) is een Nederlandse autobiografische reeks van Uitgeverij De Arbeiderspers, grotendeels samengesteld door Martin Ros. De reeks, die werd begonnen in 1966, omvat autobiografieën en egodocumenten uit allerlei landen, met uitzondering van enkele delen uit de beginperiode, vooral van literaire schrijvers.
In de reeks zijn vertegenwoordigd: dagboeken, briefwisselingen, persoonlijke notities en aforismen, autobiografieën en memoires. Elk jaar verschijnen nog nieuwe delen.
De aparte omslagen, in ieder geval van de tot nummer 200 verschenen boeken, zijn ontworpen door Kees Kelfkens (1919-1986).
De naam van de reeks is ontleend aan die van een kleine Franse uitgeverij, Editions du Cap, alias Domaine privé. Productiechef Wim Mol van De Arbeiderspers stelde een mooi en afwijkend formaat vast, 11,5 bij 19,5 cm (géén gulden snede) en deed de typografie. Ook hij zocht het in Frankrijk. Als symbool van beslotenheid plaatste hij tegenover de titelpagina »PRIVÉ-DOMEIN« tussen guillemets (Franse aanhalingstekens) en de paginacijfers tussen haakjes.

## Titels
- 1 Mary McCarthy, Herinneringen aan mijn roomse jeugd
- 2 Paul Léautaud, Onvoltooid verleden tijd
- 3 Victor Alexandrov, Adder onder adders
- 4 Majbritt Morrison, Jungle West 11
- 5 Konstantin Paustovskij, Begin van een onbekend tijdperk (deel 3)
- 6 Zoe Progl, Koningin van de onderwereld
- 7 Maurice Sachs, Heksensabbat
- 8 Paul Léautaud, Particulier dagboek 1917-1924
- 9 August Strindberg, Inferno
- 10 Hendrik Werkman, Brieven van H.N. Werkman 1940-1945
- 11 Salvador Dalí, Mijn leven als genie
- 12 Paul Léautaud, Lichtzinnige herinneringen
- 13 Friedrich Nietzsche, Ecce Homo (in boek staat nr. 12)
- 14 Brendan Behan, Bekentenissen van een Ierse rebel
- 15 August Strindberg, De zoon van een dienstbode
- 16 Konstantin Paustovskij, Verre Jaren (deel 1)
- 17 Annie Romein-Verschoor, Omzien in verwondering (2 delen)
- 18 Belle van Zuylen, Rebels en beminnelijk
- 19 Giacomo Casanova, Memoires
- 20 Paul Léautaud, Literair dagboek 1893-1921
- 21 Hermann Hesse, Zinnig eigenzinnig
- 22 August Strindberg, Tijd van gisting
- 23 George Orwell, Een olifant omleggen
- 24 Raoul Hynckes, De vrienden van middernacht
- 25 Walter Benjamin, Berlijnse jeugd
- 26 Ivan Toergenjev, Herinneringen
- 27 F. Scott Fitzgerald, De namiddag van een schrijver
- 28 Pablo Neruda, Ik beken ik heb geleefd (2 delen)
- 29 Heinrich Heine, De Harzreis
- 30 Arthur Schopenhauer, Er is geen vrouw die deugt
- 31 Elias Canetti, Wat de mens betreft
- 32 Konstantin Paustovskij, onrustige jeugd (deel 2)
- 33 A.G. Dostojevskaja, Herinneringen
- 34 Paul Léautaud, Particulier dagboek 1925-1950
- 35 Arthur Power, Gesprekken met James Joyce
- 36 Michael Bakoenin, Bakoenin’s biecht
- 37 Virginia Woolf, Schrijversdagboek (2 delen)
- 38 Robert Craft, Igor Strawinsky: De kroniek van een vriendschap
- 39 Giacomo Leopardi, Gedachten
- 40 Valentin Boelgakov, Het laatste levensjaar van L.N. Tolstoj
- 41 Knut Hamsun, Langs overwoekerde paden
- 42 Julien Green, Journaal 1926-1945
- 43 Martin Ros en Th.A. Sontrop, Privé-Domein Schrijvers over zichzelf
- 44 Claire Goll, Alles is ijdelheid
- 45 J.J. Peereboom, Ik ben niets veranderd
- 46 Peter Handke, Last van de wereld
- 47 Jeroen Brouwers, Mijn Vlaamse Jaren
- 48 Astolphe Marquis de Custine, Brieven uit Rusland
- 49 George Grosz, Een klein ja, een groot nee
- 50 Elias Canetti, De behouden tong
- 51 Lodewijk van Deyssel, Het IK
- 52 Henriëtte Roland Holst, Het vuur brandde voort
- 53 Samuel Pepys, Geheim dagboek van een puritein
- 54 Multatuli, Liefdesbrieven
- 55 Louis-Ferdinand Céline, Van de ene dood naar de andere
- 56 Gustave Flaubert, Haat is een deugd
- 57 Lou Andreas-Salomé, Terugblik op mijn leven
- 58 A. Roland Holst, Brieven aan Marius Brinkgreve
- 59 Gerrit Komrij, Verwoest arcadië
- 60 Viktor Sjklovski, Sentimentele reis
- 61 Konstantin Paustovskij, De tijd van de grote verwachtingen  (deel 4)
- 62 Albert Helman, Het eind van de kaart
- 63 Bertolt Brecht, Dagboeken 1920-1922
- 64 Dmitri Sjostakovitsj/Solomon Volkov, Getuigenis
- 65 Stendhal, Brieven
- 66 Henry de Montherlant, Spelen met stof
- 67 Robert Graves, Dat hebben we gehad
- 68 Patrick Modiano/Emmanuel Berl, Verhoor
- 69 Julien Green, Journaal 1946-1967
- 70 Michel Leiris, Arena
- 71 Friedrich Nietzsche, Uit mijn leven
- 72 Alfred Döblin, Fatale reis
- 73 Marina Tsvetajeva, Herinneringen en portretten
- 74 Elias Canetti, De fakkel in het oor
- 75 Maxim Gorki, Portretten
- 76 Graham Greene, Vluchtwegen
- 77 Czesław Miłosz, Geboortegrond
- 78 Joyce & Co, Venetiaanse brieven en Calabrese dagboeken
- 79 Graham Greene, Een soort leven
- 80 George Sand/Alfred de Musset, Een moeilijke liefde
- 81 Palinurus, Het rusteloze graf
- 82 Lidija Tsjoekovskaja, Ontmoetingen met Anna Achmatova
- 83 Konstantin Paustovskij, De sprong naar het Zuiden (deel 5)
- 84 Aegidius W. Timmerman, Tim’s Herinneringen
- 85 Botho Strauss, Paren, passanten
- 86 Marcellus Emants, Op reis door Zweden
- 87 Klaus Mann, Het keerpunt
- 88 Louis-Ferdinand Céline, Brieven aan vriendinnen
- 89 Cees Nooteboom, Waar je gevallen bent, blijf je
- 90 Alexander Herzen, Feiten en gedachten 1812-1838  (deel 1)
- 91 J. Slauerhoff, Brieven aan Hans Feriz
- 92 V.S. Naipaul, Proloog voor een autobiografie
- 93 Gustave Flaubert, De kluizenaar en zijn muze
- 94 Zinaida Hippius, De schittering van woorden
- 95 Lodewijk Napoleon, Gedenkschriften
- 96 L.E.J. Brouwer/C.S. Adama van Scheltema Droeve snaar, vriend van mij
- 97 Walter Benjamin, Dagboek uit Moskou
- 98 Sofia Tolstoj, Dagboek
- 99 Annie Salomons Herinneringen uit de oude tijd
- 100 Maarten ’t Hart, Het roer kan nog zesmaal om
- 101 Peter Handke, De geschiedenis van het potlood
- 102 Norman Douglas, Terugblik
- 103 Konstantin Paustovskij, Boek der omzwervingen (deel 6)
- 104 Alexander Herzen, Feiten en gedachten 1838-1847 (deel 2)
- 105 Marcel Proust, Brieven 1885-1906
- 106 Victor Hugo, Zelf gezien
- 107 Jean-Paul Sartre, Schemeroorlog
- 108 Martin Ros en Emile Brugman, Privé-domein 1966-1984
- 109 August Willemsen, Braziliaanse brieven
- 110 Thomas Bernhard, Een kind
- 111 William Butler Yeats, Autobiografieën (2 delen)
- 112 Jacques Presser, Louter verwachting
- 113 Ivan Toergenjev, Brieven
- 114 Isaac Bashevis Singer, Op zoek
- 115 Alexander Herzen, Feiten en gedachten 1847-1852 (deel 3)
- 116 Nathalie Sarraute, Kindertijd
- 117 Edmond de Goncourt en Jules de Goncourt, Dagboek
- 118 Willem Kloos, Zelfportret
- 119 Françoise Sagan, Dierbare herinneringen
- 120 Jean-Paul Sartre, Brieven aan Castor 1926-1939
- 121 Elias Canetti, Het ogenspel
- 122 Elias Canetti, Het geheime hart van het uurwerk
- 123 Ernst Jünger, Parijs dagboek 1941-1943 (deel 1)
- 124 Jean-Paul Sartre, Brieven aan Castor 1940-1963
- 125 Lord Byron, Brieven en dagboeken
- 126 Gottfried Benn, Dubbelleven
- 127 Hector Berlioz, Mijn leven 1803-1834 (deel 1)
- 128 Vladislav Chodasevitsj, Necropolis
- 129 Thomas Mann, Dagboeken 1918-1939
- 130 Paul Léautaud, Particulier dagboek 1933
- 131 Alexander Herzen, Feiten en gedachten 1852-1864 (deel 4)
- 132 Benno Barnard, Uitgesteld paradijs
- 133 Hans van Straten, De omgevallen boekenkast
- 134 Hector Berlioz, Mijn leven 1834-1865 (deel 2)
- 135 Ivan Gontsjarov, Reis om de wereld
- 136 Paul Morand, Venetiës
- 137 Konstantin Paustovskij, De gouden roos
- 138 Louis Paul Boon, Memoires van Boontje
- 139 Sergej Aksakov, Een jeugd in Rusland
- 140 Jules Renard, Dagboek 1887-1910 (2 delen)
- 141 Paul Auster, Het spinsel van de eenzaamheid
- 142 Boris Pasternak/Olga Freidenberg, Contradans in brieven 1910-1954
- 143 Anthony Trollope, Een autobiografie
- 144 J.J. Peereboom, Vraag niet waarom
- 145 Adriaan Morriën, Plantage Muidergracht
- 146 Michail Tsjechov, Rondom Tsjechov
- 147 Italo Svevo, Autobiografisch profiel
- 148 Marie Wassiltchikoff, Berlijns dagboek 1940-1945
- 149 Ernst Jünger, Parijs dagboek 1943-1944 (deel 2)
- 150 Koos van Zomeren, Een jaar in scherven
- 151 Martin Ros/Emile Brugman, Ik herinner mij
- 152 Alexander Herzen, Feiten en gedachten 1864-1868 (deel 5)
- 153 A. Roland Holst, Briefwisseling met R.N. Roland Holst en H. Roland Holst-van der Schalk
- 154 Frans Erens, Vervlogen jaren
- 155 George Gissing, Intieme geschriften van Henry Ryecroft
- 156 Pitirim Sorokin, Bladen uit een dagboek
- 157 Marcel Jouhandeau, Dagboeken
- 158 Botho Strauss, Niemand anders
- 159 Tibor Déry, Geen oordeel
- 160 Louis Paul Boon, Brieven aan literaire vrienden
- 161 Alma Mahler, Mijn leven
- 162 Boris Pasternak, Autobiografische geschriften
- 163 Friedrich Hölderlin, Onder een ijzeren hemel
- 164 August Strindberg, Verslag van twee huwelijken
- 165 Vladimir Petsjerin, Van over het graf
- 166 Fernando Pessoa, Het boek der rusteloosheid
- 167 Johann Peter Eckermann, Gesprekken met Goethe
- 168 Stefan Zweig, De wereld van gisteren
- 169 Emmanuel Berl, Rachel en andere gratiën
- 170 Georges Perros, Plakboek
- 171 Giuseppe Verdi, Autobiografie in brieven
- 172 Theodor Fontane, Brieven
- 173 Georges Perec, W of de jeugdherinnering
- 174 Søren Kierkegaard, Dagboeken
- 175 E.B. de Bruyn, Uit een leven
- 176 Madame de Sévigné, Brieven
- 177 August Willemsen, De val
- 178 Matthieu Galey, Dagboek
- 179 Paul de Wispelaere, Het verkoolde alfabet
- 180 Isaac Bashevis Singer, Het hof van mijn vader
- 181 Arthur Schopenhauer, De wereld deugt niet
- 182 Gustave Flaubert/George Sand, Wij moeten lachen en huilen
- 183 Jeroen Brouwers, Kroniek van een karakter
- 184 Vladimir Nabokov, Zuivere kleuren
- 185 Vasili Rozanov, Roem is een slang
- 186 Joseph Pla, Het grijze schrift
- 187 Franz Kafka/Max Brod, Een vriendschap in brieven
- 188 Adriaan Morriën, Ik heb nu weer de tijd
- 189 Günter de Bruyn, Verschoven stad
- 190 Golo Mann, In de schaduw van de tovenaar
- 191 John Cheever, Verscheurde stilte
- 192 Anna Larina Boecharina, De revolutie ging in het rood gekleed
- 193 Misia Sert, Misia
- 194 Friedrich Nietzsche, Nietzsche contra Wagner
- 195 Ursula von Kardorff, Gebombardeerd dagboek 1942-1945
- 196 Louis-Ferdinand Céline, Sterven of liegen
- 197 Theo Thijssen, In de ochtend van het leven
- 198 Friedrich Hebbel, Een blinde bij zonsopgang
- 199 Bergman, De tijd te lijf
- 200 Gerrit Komrij, De buitenkant
- 201 Denis Diderot, Brieven aan Sophie
- 202 Elias Canetti, Het pantheon van vergeten dingen
- 203 Thomas Mann, Duitsland heeft me nooit met rust gelaten
- 204 Fernando Pessoa, Mijn droom is van mij
- 205 Klaus Mann, Opgejaagd, gedoemd, verloren
- 206 Maxime du Camp, Uren met Flaubert
- 207 Man Ray, Belicht geheugen
- 208 Edmond de Goncourt en Jules de Goncourt, God, geld en seks
- 209 Danièle Sallenave, Gepasseerd station
- 210 W.N.P. Barbellion, Dagboek van een teleurgesteld man
- 211 Jean-Jacques Rousseau, Bekentenissen
- 212 Saint-Simon, Memoires
- 213 Jean-Paul Franssens, Zuiderkerkhof I
- 214 Frank Meyrink, Gottliebs dood
- 215 Marie Bashkirtseff, Waarom zou ik liegen
- 216 Michel Leiris, In de tegenwoordige tijd
- 217 Willem Bilderdijk, Liefde en ballingschap
- 218 Junichiro Tanizaki, Kinderjaren
- 219 Paul Auster, Van de hand in de tand
- 220 August Willemsen, Vrienden, vreemden, vrouwen
- 221 Rogi Wieg, Liefde is een zwaar beroep
- 222 Ilja Ehrenburg, Ik ben nooit onverschillig geweest
- 223 Jean Schalekamp, Dr. Freud heeft hier gewoond
- 224 Rudolf Bakker, Hoe komt het dat ik nog leef
- 225 Hans Christian Andersen, Nooit rijk, nooit tevreden, nooit verliefd
- 226 Luuk Gruwez, Het land van de wangen
- 227 Jean-Paul Franssens, De wereld wil bedrogen worden
- 228 Friedrich Nietzsche, Afgemat als een eendagsvlieg bij avond
- 229 Thomas Mann, Roem en verliefdheid
- 230 Jean Cocteau, Dagboek van een duizendkunstenaar 1942-1954
- 231 Boudewijn Büch, Een boekenkast op reis
- 232 Raymond Queneau, Mijn moeder zong
- 233 Elias Canetti, Slotsom
- 234 Emily, Charlotte en Anne Brontë, Verwoeste levens
- 235 Louis Sébastien Mercier, Niemand ontbijt meer met een glas wijn
- 236 Maarten ’t Hart, Een deerne in lokkend postuur
- 237 Félix Nadar, Toen ik fotograaf was
- 238 Alma Mahler, Het is een vloek een meisje te zijn
- 239 Arthur Rimbaud, Afrikaanse brieven
- 240 Marguerite Yourcenar, Nauwkeurig, met verbeten hartstocht
- 241 Padre António Vieira, Een natte hel
- 242 Matsuo Bashō, De herfstwind dringt door merg en been
- 243 Erika Mann, Mijn vader, de tovenaar
- 244 Michel Onfray, Vulkanisch verlangen
- 245 Isaac Bashevis Singer, Meer verhalen van het hof van mijn vader
- 246 Günter de Bruyn, Veertig jaar
- 247 Ronald Giphart, Het leukste jaar uit de geschiedenis van de mensheid
- 248 Harry graaf Kessler, De dans op de vulkaan
- 249 Anna Achmatova, De echte twintigste eeuw
- 250 A.F.Th. van der Heijden, Engelenplaque
- 251 Georges Perec, Ik ben geboren
- 252 Ryszard Kapuściński, Lapidarium
- 253 Victor Segalen, Brieven uit China
- 254 Gérard de Nerval, Het treurige beroep van schrijver
- 255 Sylvia Plath, De dagboeken 1950-1962
- 256 Matsuo Bashō, De smalle weg naar het verre noorden
- 257 Georg Christoph Lichtenberg, Gekleurde schaduwen
- 258 Elias Canetti, Party tijdens de blitz
- 259 André Gide, Het innerlijk blauw
- 260 Julien Weverbergh, Weverbergh '30-'70
- 261 Koos van Zomeren, Nog in morgens gemeten
- 262 Gustave Flaubert, Geluk is onmogelijk
- 263 Eugène Delacroix, Ik heb het niet over middelmatige mensen
- 264 Sergej Prokofjev, Dagboek 1907-1933
- 265 Graciliano Ramos, Kinderjaren
- 266 Atte Jongstra, Klinkende ikken
- 267 Arthur Japin, Zoals dat gaat met wonderen, Dagboeken 2000-2007
- 268 (geen auteur), Dagboek van een lezer
- 269 Paul Léautaud, Brieven aan mijn moeder
- 270 Edward W. Said, Ontheemd
- 271 Claude Debussy, Hartstochtelijk houd ik van muziek
- 272 Maarten 't Hart, Dienstreizen van een thuisblijver
- 273 Henrik Ibsen, De zomer beschrijf je het best op een winterdag
- 274 Maxim Gorki, Jeugdherinneringen
- 275 Ted Hughes, Ik wil nooit vergeven worden
- 276 diverse auteurs: Schrijvers op reis; Privé-domein gaat op vakantie
- 277 George Orwell, Dagboeken 1931-1949
- 278 Adèle d'Osmond, Verhalen van een tante
- 279 Curzio Malaparte, Dagboek van een vreemdeling in Parijs
- 280 August Willemsen, Bewaar deze brieven als je eigen tekeningen
- 281 Doeschka Meijsing, En liefde in mindere mate. Dagboeken 1961-1987
- 282 Ilja Leonard Pfeijffer, Brieven uit Genua
- 283 Fernando Pessoa, Boek der rusteloosheid (Herziene vertaling en uitgebreide editie t.o.v. Privé-domein No. 166)
- 284 Heere Heeresma, Bleib gesund!
- 285 Elias Canetti, Boek tegen de dood
- 286 Clarice Lispector, De ontdekking van de wereld
- 287 Gerbrand Bakker, Jasper en zijn knecht
- 288 Jan Jacob Slauerhoff, Een varend eiland
- 289 Arnon Grunberg, Aan nederlagen geen gebrek
- 290 Ernest Hemingway, Parijs is een feest
- 291 Colette, De eerste keer dat ik mijn hoed verloor
- 292 Laurie Langenbach, Brieven, dagboeken en een geheime liefde
- 293 Georges Perec, De duistere winkel
- 294 Anna Enquist, Een tuin in de winter
- 295 Roald Dahl, Liefs van Boy
- 296 Gabriele D'Annunzio, De schoonheid van de nacht
- 297 Margo Jefferson, Negroland
- 298 A.H.J. Dautzenberg, Ik bestaat uit twee letters
- 299 Onno Blom, Memoires van een biograaf
- 300 Joseph Roth en Stefan Zweig, Elke vriendschap met mij is verderfelijk
- 301 Beryl Markham, Westwaarts met de nacht
- 302 Cyrille Offermans, Een iets beschuttere plek misschien
- 303 Alfred Birney, Niemand bleef
- 304 Heinrich Heine, Memoires en bekentenissen
- 305 Willem Pijper, In het licht van de eeuwigheid
- 306 Arthur Japin, Geluk, een geheimtaal
- 307 Ischa Meijer, Ik heb niets tegen antisemieten, ik lééf ervan
- 308 Luuk Gruwez, Het land van de handen
- 309 Gerbrand Bakker, Knecht, alleen
- 310 Danilo Kiš, Homo poëticus
- 311 Alice Schwarz, Zo'n genie ben je nu ook weer niet
- 312 Renate Rubinstein, Bange mensen stellen geen vragen
- 313 Ilja Leonard Pfeijffer, Quarantaine
- 314 Charles Baudelaire, Mijn hoofd is een zieke vulkaan
- 315 Friedrich Nietzsche, De levensgevaarlijke jaren
- 316 Douwe Draaisma, De ivoren cel
- 317 Stijn Streuvels, Ingooigem
- 318 Clarice Lispector, Mijn lievelingen
- 319 Eriek Verpale, Beminde vriend
- 320 Roger Martin du Gard, Kijken door een sleutelgat
- 321 Anatoli Mariëngof, Mijn eeuw, mijn vrienden en vriendinnen
- 322 Andreas Burnier, Elk boek is een gevaar
- 323 Alice Walker, Bloesem plukken onder vuur
- 324 Gerbrand Bakker, Moeder, na vader
- 325 Louis Spohr, Levensherinneringen
- 326 Natalia Ginzburg, Familielexicon
- 327 Geerten Meijsing, Het gewicht van woorden
- 328 Bart Moeyaert, Een ander leven
- 329 Albert Camus, Laatste cahiers 1951-1959
- 330 Brigitte Reimann, Groeten aan Amsterdam
- 331 George Sand en Pauline Viardot, De schrijfster en de nachtegaal
- 332 Federico García Lorca, Ik houd nog veel verborgen
- 333 Renate Dorrestein en Alex Boogers, Buitenstaanders in brieven
- 334 Gerbrand Bakker, Aan mij heb je niks

In september 2015 verscheen een speciale editie: de Privé-domein scheurkalender.